# Naoto
Naoto (jap. なおと, ナオト) – męskie popularne imię japońskie.

## Możliwa pisownia
Naoto można zapisać używając wielu różnych znaków kanji i może znaczyć m.in.:
- 直人, „szczerość, osoba”
- 尚人, „szacunek, osoba”
- 直登, „szczerość, wspiąć się”
- 尚登, „szacunek, wspiąć się”
- 直斗, „szczerość, Wielka Niedźwiedzica”

## Znane osoby
- Naoto Hikosaka (直人), japoński profesjonalny gracz Go
- Naoto Hirooka (直人), japoński awangardowy projektant mody
- Naoto Itō (直人), były japoński skoczek narciarski
- Naoto Kan (直人), japoński polityk
- Naoto Ōshima (直人), japoński projektant gier komputerowych
- Naoto Sakurai (直人), japoński piłkarz
- Naoto Satō (直人), japoński astronom amator
- Naoto Tajima (直人), japoński lekkoatleta
- Naoto Takenaka (直人), japoński aktor
- Naoto Tobe, japoński lekkoatleta

## Fikcyjne postacie
- Naoto Kirihara (直人), główny bohater dramy Night Head i anime Night Head Genesis
- Naoto Sho (直人), główny bohater Denkou Choujin Gridman
- Naoto Shirogane (直斗), jeden z głównych bohaterów gry Persona 4
- Naoto Takizawa (直人), jeden z głównych bohaterów serialu Mirai Sentai Timeranger